# Lleòncia
Lleòncia, en llatí Leoncia, va ser l'esposa de l'emperador romà d'Orient Flavi Focas, coronat per l'exèrcit el 23 de novembre de l'any 602, després de la fugida de Constantinoble de l'emperador Maurici i la seva esposa Constantina. Segons el Chronicon Paschale Focas va entrar a la ciutat el 25 de novembre, on va organitzar curses de carros i va fer donatius als soldats, i el senat el va proclamar emperador. Focas va passejar-se per la ciutat en una marxa triomfal, i Lleòncia que anava a seu costat, va ser coronada Augusta, cosa que significa que ja estaven casats. Teòfanes el Confessor diu que la coronació va tenir lloc el 27 de novembre. Uns dies més tard, Focas va enviar un sicari per matar l'emperador Maurici i la seva família.
L'única filla coneguda de Lleòncia i Focas va ser Domència (Domentzia), que es va casar més endavant amb Prisc, un general que havia servit amb Maurici però que no es trobava a la capital durant el cop d'estat, i era comte dels excubitors. Teòfanes diu que Domència i Prisc es van casar l'any 607, i Joan d'Antioquia explica que durant el casament van començar les hostilitats entre Focas i el seu gendre. Les faccions esportives dels Verds i els Blaus, organitzadores de les curses de carros, van homenatjar el nou matrimoni posant a l'Hipòdrom de Constantinoble imatges de Focas, Lleòncia, Domència i Prisc, una tradició reservada només a la parella regnant, i semblava que s'instituïa Prisc com a hereu i successor. L'emperador es va enfurismar i va ordenar la destrucció de les estàtues de la seva filla i Prisc. Això va suposar que Prisc es posés en contra del seu sogre. Sembla que la ràbia de Focas es descriu de forma exagerada pels historiadors.
Al voltant del 608, l'exarca d'Àfrica, Heracli va iniciar una rebel·lió contra l'emperador Focas. Amb el suport de senadors, la facció dels Verds i Prisc, Heracli va ordenar l'aturada de l'exportació del blat africà, i així va poder utilitzar aquest blat per costejar una flota. Es coneixen poques dades d'aquesta aturada, que va durar fins a la mort de Focas l'any 610. Heracli va comptar amb l'ajuda del seu fill Heracli, després emperador, i del seu nebot Nicetes. Els sublevats van prendre Egipte amb facilitat, i amb ajuda de la flota egípcia van dirigir-se a Constantinoble.
Focas va ser derrotat definitivament i executat per Heracli l'octubre de l'any 610. Els germans de Focas també van ser executats, i no se sap què va passar amb Lleòncia, però probablement també la van matar. Prisc, que havia donat suport a Heracli, es va mantenir com a comte dels excubitors fins a l'any 612, quan va ser obligat a dimitir i a fer-se monjo. Segons el Chronicon Paschale va morir a l'església de Sant Salvador de Cora.